# Froges
Froges – miejscowość i gmina we Francji, w regionie Owernia-Rodan-Alpy, w departamencie Isère.
Według danych na rok 1990 gminę zamieszkiwało 2330 osób, a gęstość zaludnienia wynosiła 362 osób/km² (wśród 2880 gmin regionu Rodan-Alpy Froges plasuje się na 379. miejscu pod względem liczby ludności, natomiast pod względem powierzchni na miejscu 1401.).